# Luis Gatty Ribeiro
Luis Gatty Ribeiro Roca (Cobija, 1º novembre 1979) è un calciatore boliviano, di ruolo difensore del Guabirá.